# Hotel Motithang
El Hotel Motithang es un hotel en Timbu, Bután. Fue establecido en 1974 con motivo de la coronación de Jigme Singye Wangchuck. En ese momento, el hotel se encontraba en el medio del bosque, separado de la ciudad por tierras de cultivo, pero hoy en día esta zona ha crecido con casas y jardines. Cuenta con 14 habitaciones y un restaurante que sirve hasta 30 personas, sirviendo comida de Bután y Cocina india y continental. 